# Antoine Berman
Antoine Berman, född 24 juni 1942 i Argenton-sur-Creuse, Indre, Frankrike, död 22 november 1991 i Paris, var en fransk översättare, filosof, författare, litteraturkritiker och översättningsforskare.